# Clusiodes orbitalis
Clusiodes orbitalis är en tvåvingeart som beskrevs av Malloch 1922. Clusiodes orbitalis ingår i släktet Clusiodes och familjen träflugor. Inga underarter finns listade i Catalogue of Life.